# Democratici Progressisti
I Democratici Progressisti (in inglese Progressive Democrats; in irlandese An Pairtí Daonlathach, PD) erano un partito politico attivo in Irlanda dal 1985 al 2009.
Il soggetto si presentava d'ispirazione liberista; era membro del Partito Europeo dei Liberali, Democratici e Riformatori e dell'Internazionale Liberale.
Fondato da Desmond O'Malley, già ministro per il Fianna Fáil, il partito raccolse intorno a sé esponenti del FF e del Fine Gael, convinti della necessità di assicurare al paese una politica più liberale.
Il partito debuttò alle elezioni generali del 1987, in cui ottenne l'11,9% dei voti divenendo il terzo partito irlandese.
I Democratici Progressisti si presentarono alle successive tornate elettorali del 1989, 1992, 1997, 2002 e 2007, mostrando un consenso del 5% circa.
Nel 1989 entrarono a far parte di un governo guidato dal Fianna Fáil. Nel 1992 O'Malley si dimise da leader del partito e venne sostituito da Mary Harney, in origine affiliata al FF. Sempre con il FF furono al governo anche dal 1997 al 2002 al 2006.
Il calo si fece ancora più evidente nel 2007 quando il partito scese al 2,7% ed elesse solo 2 deputati, contro gli 8 uscenti. Ciò nonostante i Democratici Progressisti rimasero al governo insieme al Fianna Fáil, anche se il Taoiseach Bertie Ahern (FF) fu costretto ad allargare la maggioranza anche ai Verdi. Nel novembre 2008 i DP decisero di sciogliere il partito.